# 이호원 (법조인)
이호원(李鎬元, 1953년 7월 27일 ~)은 대한민국의 법조인이다. 제47대 제주지방법원장과 제29대 서울가정법원장을 역임하고, 연세대학교 법학전문대학원 교수로 재직 중이다.

## 생애
1953년 7월 27일에 충청북도 청주시에서 태어났다. 1971년 2월 경기고등학교, 1975년 2월 서울대학교 법학과를 졸업하고 그 해 3월에 제17회 사법시험에 합격했다.
1980년 10월에 서울지방법원 동부지원 판사에 임용되어 1982년 9월 서울민사지방법원, 1983년 9월 대전지방법원 서산지원, 1986년 5월 서울지방법원 의정부지원, 1987년 3월 서울민사지방법원, 1988년 3월 서울고등법원으로 전보되어 판사로 재직하다가 1990년 9월 임명된 대법원 재판연구관을 거쳐 1991년 4월 부산지방법원 부장판사에 승진하여 임명되었다. 
1994년 3월에 수원지방법원, 1995년 3월에 서울지방법원 동부지원, 1995년 9월 서울지방법원 북부지원, 1997년 2월 서울지방법원, 1999년 10월 대구고등법원, 2000년 7월 서울고등법원, 수원지방법원으로 전보되어 부장판사로 재직하였다. 서울고등법원 부장판사에 재직할 때 수원지방법원 수석부장판사를 겸직하였다.
2005년 11월에 법원장으로 승진하여 제주지방법원에서 법원장을 하다가 2006년 8월 24일에 전보된 서울가정법원에서의 법원장을 마지막으로 2008년 2월 12일에 법관 생활을 마쳤다.  이후 연세대학교 법학전문대학원에서 교수를 하면서 공익법률지원센터 소장을 맡았다.

## 주요 판결
- 서울지방법원 동부지원 형사부 배석판사로 재직하던 1982년 7월 9일에 여대생 박상은 피살 사건 피고인인 대학생에게 "범행 자백이 임의성 없는 상태에서 이루어졌다고 볼 수는 없으나 자백을 뒷받침할만한 직접적인 증거가 없어 그 신빙성을 인정할 수 없다"며 무죄를 선고했다.[2]
- 서울지방법원 형사합의22부 재판장으로 재직하던 1997년 4월 10일에  전화국 직원을 특채해주는 대가로 뇌물을 받은 은평전화국장에게 징역2년6월을 선고했다.[3] 7월 20일에  폭력조직 두목의 재판에 증인으로 신청된 피해자들에게 진술 번복을 강요한 혐의로 기소된 피고인에게 특가법 보복범죄 위반으로 징역1년4월을 선고했다.[4] 8월 1일에 이중 장부를 작성해 매출액을 누락하여 종합소득세 4억여원을 탈세한 한국학원 원장 장기영에게 특가법 조세포탈죄를 적용해 징역1년6월 집행유예3년 벌금 4억원을 선고했다.[5] 9월 26일에 주택 건축 허가를 하면서 뇌물을 받은 송파구 구청장 정진극에게 징역2년6월 집행유예3년 추징금 1천만원을 선고했다.[6] 10월 28일에 절도 전과 4범으로 서울시 중구 명동 백화점 앞에서 구걸하는 장애인 최모씨가 동냥한 5천원을 훔치는 등 20여차례에 걸쳐 최모씨의 돈 86000원을 훔친 피고인에게 징역1년6월과 보호감호를 선고했다.[7] 1998년 2월 13일에 건설업체에서 한국도로공사 건설본부장 이응진 등 전현직 간부 4명에게 특가법 뇌물수수죄를 적용하여 징역2년6월~2년과 추징금 6800만원~2800만원을 선고하면서 고속도로관리공단 기술과장 등 9명에게 징역1년6월~8월 집행유예3~2년, "남편에게 부탁해 취업하게 해주겠다"며 3천만원을 받은 도로공사 고위 간부 부인에게 특가법 뇌물죄를 적용해 징역1년 집행유예2년을 선고했다.[8] 2월 25일에 성수대교 복구와 당산철교 철거공사와 관련하여 설계감리업체에서 돈을 받은 전 충청북도 행정부지사 구돈회에게 징역1년 집행유예2년 추징금1600만원을 선고했다.[9] 4월 17일에 북한에 포섭되어 지하 가족당을 결성해 유사시 지하철 마비 지령을 받고 39년간 고정간첩으로 암약한 서울지하철공사 동작설비 분소장 심정웅에게 국가보안법간첩죄를 적용해 징역10년 자격정지10년을 선고하면서 피고인의 6촌 동생과 숙모에게도 같은 죄를 적용해 징역5년과 징역3년을 각각 선고했다.(서울지방법원 97고합1336)[10] 5월 8일에 향정신성 의약품관리법 위반으로 벌금 1천만원, 추징금 1백만원이 구형된 박지만에게 "집행유예 기간 중에 다시 범죄를 저지른데다 정신감정 결과 마약 습벽이 인정되어 재험의 위험이 있다"며 징역6월과 함께 추징금 1백만원, 치료감호를 선고했다.[11] 6월 12일에 서울대학교 치대 구강외과 학과장 김수경과 같은 과 교수 김종원에게 특가법 뇌물죄를 적용해 각각 징역5년 추징금 8100만원과 3147만원을 선고했다.[12] 10월 2일에 지방선거에서 지역감정을 조장하는 유인물을 배포한 최병렬 서울시장 후보 선거대책본부 홍보팀장 장병기에게 출판물에 의한 명예훼손죄를 적용해 벌금200만원을 선고했다.[13] 11월 27일에 대전 을지의대 설립인가 청탁과 함께 3천만원을 받은 전 대전시장 염홍철에게 특가법 알선수재죄를 적용해 징역1년 집행유예2년 추징금 3천만원을 선고했다. 같은 명목으로 2천만원을 받은 김영삼 전 대통령의 수행비서 출신인 최동열에게 징역1년 집행유예2년 추징금 2천만원을 선고했다.[14] 1998년 12월 18일에 70억원을 횡령하여 특가법 횡령으로 구속된 법무연수원장 정명래에게 징역4년을 선고하고 법정구속했다.[15] 1999년 1월 8일에 북한을 찬양하는 홈페이지를 개설한 19세 피고인에게 징역1년6월 집행유예3년을 선고했다.[16] 1월 22일에 보건범죄단속에 관한 특별조치법 위반으로 구속된 우리농산 대표와 공장장에게 "피고인이 통조림 방부 처리를 위해 포르말린을 인위적으로 첨가하거나 식품원료에 함유돼 있음을 알면서도 판매목적으로 제조했다는 직접적인 증거가 없다"며 무죄를 선고했다.[17] 2월 24일에 재개발 사업과 관련해 뇌물을 받은 전 서울시 재개발과 행정주사에게 징역8년 추징금 2억1500만원을 선고했다.[18] 4월 12일에  1998년말에 고려대학교 총학생회장으로 당선된 뒤에 7기 한총련 의장으로 출마한 이강헌에게 국가보안법 이적단체 가입죄 등을 적용해 징역1년 자격정지1년 집행유예2년을 선고했다.[19] 7월 9일에 12.12 사태에 가담한 전 공수여단장 박희도, 장기오에게 반란 지휘죄를 적용하여 징역5년과 4년을 각각 선고했지만 다른 관련자들이 특별사면된 점을 감안해 법정구속하지 않았다.[20] 8월 20일에 외환위기를 숨겨 국가경제 파탄에 이르게 하여 기소된 강경식 전 경제부총리와 김인호 전 청와대 경제수석에 대해 무죄를 선고했다.[21]